# Yurika Itō
Yurika Itō (jap. 伊藤 友莉香, Itō Yurika; * 25. März 1991 in der Präfektur Osaka) ist eine japanische Ringerin. Sie wurde 2011 Junioren-Weltmeisterin in der Gewichtsklasse bis 59 kg Körpergewicht.

## Werdegang
Yurika Itō begann im Alter von 10 Jahren im Jahr 2001 mit dem Ringen. 2005 gewann sie die landesweite Mittelschülermeisterschaft und 2007 die Oberschülerinnenmeisterschaft. Sie ist jetzt Studentin und Mitglied des Ringerclubs der Universität Okayama. Ihr Trainer ist Hiroshi Kado. Bei einer Größe von 1,60 Metern rang sie zunächst in der Gewichtsklasse bis 59 kg, wechselte aber gegen Ende des Jahres 2012 in die Gewichtsklasse bis 63 kg.
Auf der internationalen Ringermatte erschien sie erstmals im Jahre 2007. Sie wurde dabei in Taichung auf Taiwan asiatische Juniorenmeisterin (Cadets) in der Gewichtsklasse bis 56 kg. 2008 wiederholte sie in Taschkent diesen Titelgewinn in der Gewichtsklasse bis 60 kg.
Seit dem Jahre 2009 startete sie auch schon bei den japanischen Meisterschaften der Frauen. Dabei belegte sie viermal nacheinander den 3. Platz. Von 2009 bis 2011 in der Gewichtsklasse bis 59 kg und 2012 in der Gewichtsklasse bis 63 kg.
2009 wurde sie in Pattaya erstmals Asienmeisterin bei den Frauen vor Jia Mei, China, Um Jin-han, Südkorea und Alka Tomar aus Indien. Im gleichen Jahr wurde sie in Ankara Junioren-Vizeweltmeisterin. Im Finale wurde sie dabei von Jekaterina Melnikowa aus Russland geschlagen. Auch im Jahre 2010 errang sie bei internationalen Meisterschaften Medaillen. Bei der Asienmeisterschaft belegte sie hinter Liu Fengming, China und Sorondsonboldyn Battsetseg aus der Mongolei den 3. Platz und bei der Weltmeisterschaft der Universitäten in Turin kam sie hinter Hanna Wassylenko aus der Ukraine auf den 2. Platz.
2011 wurde Yurika Itō in Bukarest Junioren-Weltmeisterin in der Gewichtsklasse bis 59 kg. Sie verwies dabei Mariana Ecanu, Moldawien, Sorondsonboldyn Battsetseg und Walerija Scholobowa aus Russland auf die Plätze. 2012 wurde sie dann in Kuortane/Finnland auch Universitäten-Weltmeisterin vor Amanda Gerhard, Kanada, Hafize Sahin, Türkei und Julija Alborowa aus Russland.

## Internationale Erfolge
| Jahr | Platz | Wettbewerb                                                   | Gewichtsklasse | Ergebnisse |
| 2007 | 1.    | Asiatische Juniorenmeisterschaft (Cadets) in Taichung/Taipeh | bis 56 kg      | vor Süchtogoogiin Narantsetseg, Mongolei und Srithyarat Nachuli, Thailand                                        |
| 2008 | 1.    | Asiatische Juniorenmeisterschaft (Cadets) in Taschkent       | bis 60 kg      | vor O. Gendensüren, Mongolei und Niikki Singh, Indien                                                            |
| 2009 | 1.    | Asienmeisterschaft in Pattaya                                | bis 59 kg      | vor Jia Mei, China, Um Jin-han, Südkorea und Alka Tomar, Indien                                                  |
| 2009 | 3.    | Austrian-Lady-Open in Götzis                                 | bis 59 kg      | hinter Johanna Mattsson, Schweden und Marianna Sastin, Ungarn                                                    |
| 2009 | 3.    | Junioren-WM in Ankara                                        | bis 59 kg      | hinter Jekaterin Melnikowa, Russland und Irina Husjak, Ukraine, gemeinsam mit Tajbe Jussein, Bulgarien           |
| 2010 | 3.    | Asienmeisterschaft                                           | bis 59 kg      | hinter Liu Fengming, China und Sorondsonboldyn Battsetseg, Mongolei, gemeinsam mit Alka Tomar                    |
| 2010 | 2.    | Universitäten-WM in Turin                                    | bis 59 kg      | hinter Hanna Wassylenko, Ukraine, vor Jasmine Barker, Kanada und Katarzyna Krawczyk, Polen                       |
| 2011 | 1.    | Junioren-Weltmeisterschaft in Bukarest                       | bis 59 kg      | vor Mariana Ecanu, Moldawien, Sorondsonboldyn Battsetseg und Walerija Scholobowa, Russland                       |
| 2012 | 3.    | Golden-Grand-Prix in Baku                                    | bis 63 kg      | hinter Anastasija Grigorjeva, Lettland und Julija Ostaptschuk, Ukraine, gemeinsam mit Inna Traschukowa, Russland |
| 2012 | 1.    | Universitäten-WM in Kuortane/Finnland                        | bis 59 kg      | vor Amanda Gerhart, Kanada, Hafize Sahin, Türkei und Julia Alborowa, Russland                                    |
| 2013 | 2.    | Welt-Cup in Ulan-Baator                                      | bis 63 kg      | hinter Sorondsonboldyn Battsetseg, gemeinsam mit Elena Pirozhkova, USA                                           |

## Japanische Meisterschaften
| Jahr | Platz | Gewichtsklasse | Ergebnisse                                                        |
| 2009 | 3.    | bis 59 kg      | hinter Ayako Shōda und Kei Yamana, gemeinsam mit Ayaka Sato       |
| 2010 | 3.    | bis 59 kg      | hinter Takako Saito und Kayoko Shimada, gemeinsam mit Ayako Shoda |
| 2011 | 3.    | bis 59 kg      | hinter Takako Saito und Kyoko Shimada, gemeinsam mit Ayako Ito    |
| 2012 | 3.    | bis 63 kg      | hinter Kayoko Kudo und Rio Watari, gemeinsam mit Kasume Utada     |

## Erläuterungen
- alle Wettkämpfe im freien Stil
- WM = Weltmeisterschaft